# Naissance en 960
Naissance
- 956
- 957
- 958
- 959
- 960
- 961
- 962
- 963
- 964

Cette page dresse une liste de personnalités nées au cours de l'année 960 :
- Gothard de Hildesheim, évêque de Hildesheim.
- Juran, peintre chinois.

date incertaine (vers 960)
- Abu Nasr Mansur ibn Ali ibn Iraq, mathématicien persan musulman.
- Constantin VIII, empereur byzantin.
- Gauthier Ier d'Oisy, sire d'Oisy et de Crèvecœur, châtelain de Cambrai.
- Sven Ier de Danemark, roi de Danemark, d'Angleterre et suzerain de Norvège.

## Crédit d'auteurs
- Cet article est partiellement ou en totalité issu de l'article intitulé « 960 » (voir la liste des auteurs).